# Badharghat
Badharghat là một thị trấn thống kê (census town) của quận West Tripura thuộc bang Tripura, Ấn Độ.

## Nhân khẩu
Theo điều tra dân số năm 2001 của Ấn Độ, Badharghat có dân số 47.660 người. Phái nam chiếm 51% tổng số dân và phái nữ chiếm 49%. Badharghat có tỷ lệ 80% biết đọc biết viết, cao hơn tỷ lệ trung bình toàn quốc là 59,5%: tỷ lệ cho phái nam là 84%, và tỷ lệ cho phái nữ là 76%. Tại Badharghat, 9% dân số nhỏ hơn 6 tuổi.